# غابرييل روي
غابرييل روي ولدت في 22 مارس 1909م بسانت-بونيفاص وتوفت في 13 يوليو 1983م بكيبك. كاتبة كندية، حصلت على جائزة فيمينا الأدبية عام 1947م.

## روابط خارجية
- غابرييل روي على موقع IMDb (الإنجليزية)
- غابرييل روي على موقع الموسوعة البريطانية (الإنجليزية)
- غابرييل روي على موقع إن إن دي بي (الإنجليزية)

## الحياة المبكرة
ولدت روي في عام 1909 في سانت بونيفاس (التي تعد الآن جزءًا من وينيبغ) في مقاطعة مانيتوبا، كندا. وتعلمت في أكاديمية سان جوزيف.   ولدت في عائلة تتكون من أحد عشر طفلاً ويقال انها بدأت في الكتابة في سن مبكرة.  نشأت في شارع ديشامبول، وهو منزل في حي سانت بونيفاس وهو الحي الذي ألهم لاحقًا أحد أشهر أعمالها. المنزل الآن يعتبر كموقع تاريخي وطني ومتحف في مدينة وينيبيغ. 
1. ↑  "Manitoba Heritage Council Commemorative Plaques: Gabrielle Roy (1909-1983)". gov.mb.ca. Government of Manitoba. مؤرشف من الأصل في 2024-03-05.
2. 1 2  Baird، Daniel (10 أبريل 2008). "Gabrielle Roy". thecanadianencyclopedia.ca. مؤرشف من الأصل في 2024-11-09.
3. ↑  "Manitoba Provincial Heritage Site No. 111". gov.mb.ca. Government of Manitoba. مؤرشف من الأصل في 2024-05-27.